# Bretonvillers
Bretonvillers is een gemeente in het Franse Kanton Valdahon dat behoort tot het departement Doubs (regio Bourgogne-Franche-Comté) en telt 240 inwoners (1999). De plaats maakt deel uit van het arrondissement Pontarlier.

## Geografie
De oppervlakte van Bretonvillers bedraagt 13,9 km², de bevolkingsdichtheid is 17,3 inwoners per km².

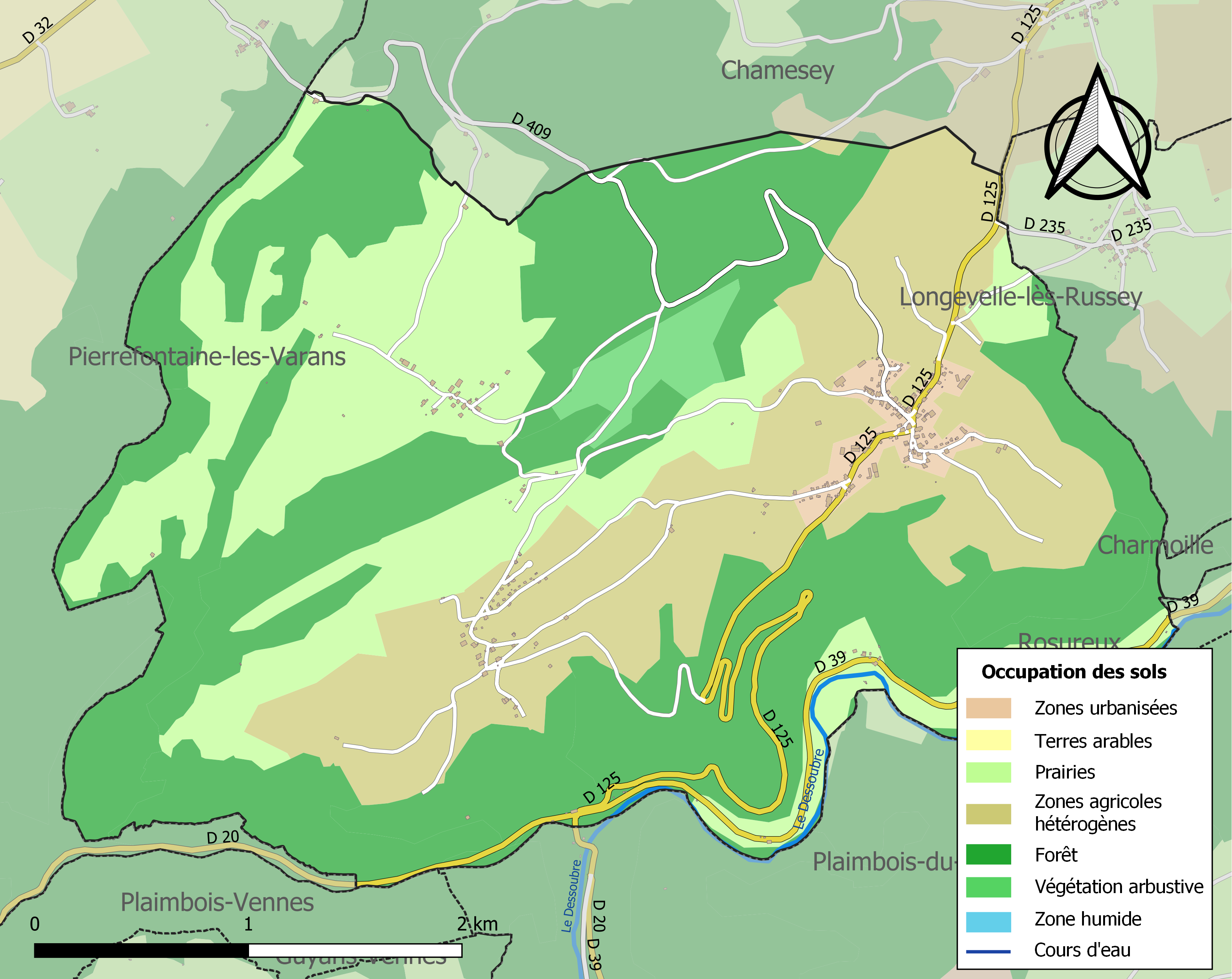
Kaart van de gemeente met de belangrijkste infrastructuur, bodemgebruik en omliggende gemeenten

## Demografie
Onderstaande figuur toont het verloop van het inwonertal (bron: INSEE-tellingen).